# Jorge Valdivia
Jorge Luís Valdivia Toro (ur. 19 października 1983 w Maracay) – chilijski piłkarz występujący na pozycji ofensywnego pomocnika. Były, siedemdziesięcioośmiokrotny, reprezentant Chile.

## Kariera klubowa
Valdivia treningi rozpoczynał w 1991 roku w klubie CSD Colo-Colo. Był stamtąd wypożyczany do Universidadu Concepción (Primera División de Chile), hiszpańskiego Rayo Vallecano (Segunda División) i szwajcarskiego Servette FC (Swiss Super League). W 2005 roku wrócił do Colo-Colo. W 2006 roku zdobył z nim mistrzostwo fazy Apertura.
W 2006 roku Valdivia podpisał kontrakt z brazylijskim SE Palmeiras. W Campeonato Brasileiro Série A zadebiutował 13 sierpnia 2006 roku w wygranym 3:1 pojedynku z Botafogo. 20 maja 2007 roku w wygranym 2:1 spotkaniu z Figueirense strzelił pierwszego gola w Campeonato Brasileiro Série A. Został wybrany do jedenastki sezonu 2007 Campeonato Brasileiro Série A.
W sierpniu 2008 za 8 milionów euro został sprzedany do klubu Al-Ain FC ze Zjednoczonych Emiratów Arabskich. W 2009 roku zajął z zespołem 3. miejsce w UAE League, a także zdobył Puchar ZEA i Superpuchar ZEA. Został także uznany MVP UAE League, czyli najbardziej wartościowym graczem tych rozgrywek.
W 2010 roku Valdivia wrócił do Palmeiras.

## Kariera reprezentacyjna
W reprezentacji Chile Valdivia zadebiutował 19 lutego 2004 roku w zremisowanym 1:1 towarzyskim meczu z Meksykiem. 16 listopada 2006 roku w wygranym 3:2 towarzyskim spotkaniu z Paragwajem strzelił pierwszego gola w drużynie narodowej.
W 2007 roku został powołany do kadry na Copa América. Zagrał na nim w pojedynkach z Ekwadorem (3:2), Brazylią (0:3) oraz ponownie z Brazylią (1:6). Tamten turniej Chile zakończyło na ćwierćfinale.
W 2010 roku Valdivia znalazł się w zespole na Mistrzostwa Świata 2010. Zagrał na nich w meczach z Hondurasem (1:0), Szwajcarią (1:0), Hiszpanią (1:2) i Brazylią (0:3). Z tamtego mundialu Chile odpadło w 1/8 finału.